# Reichsunmittelbarkeit

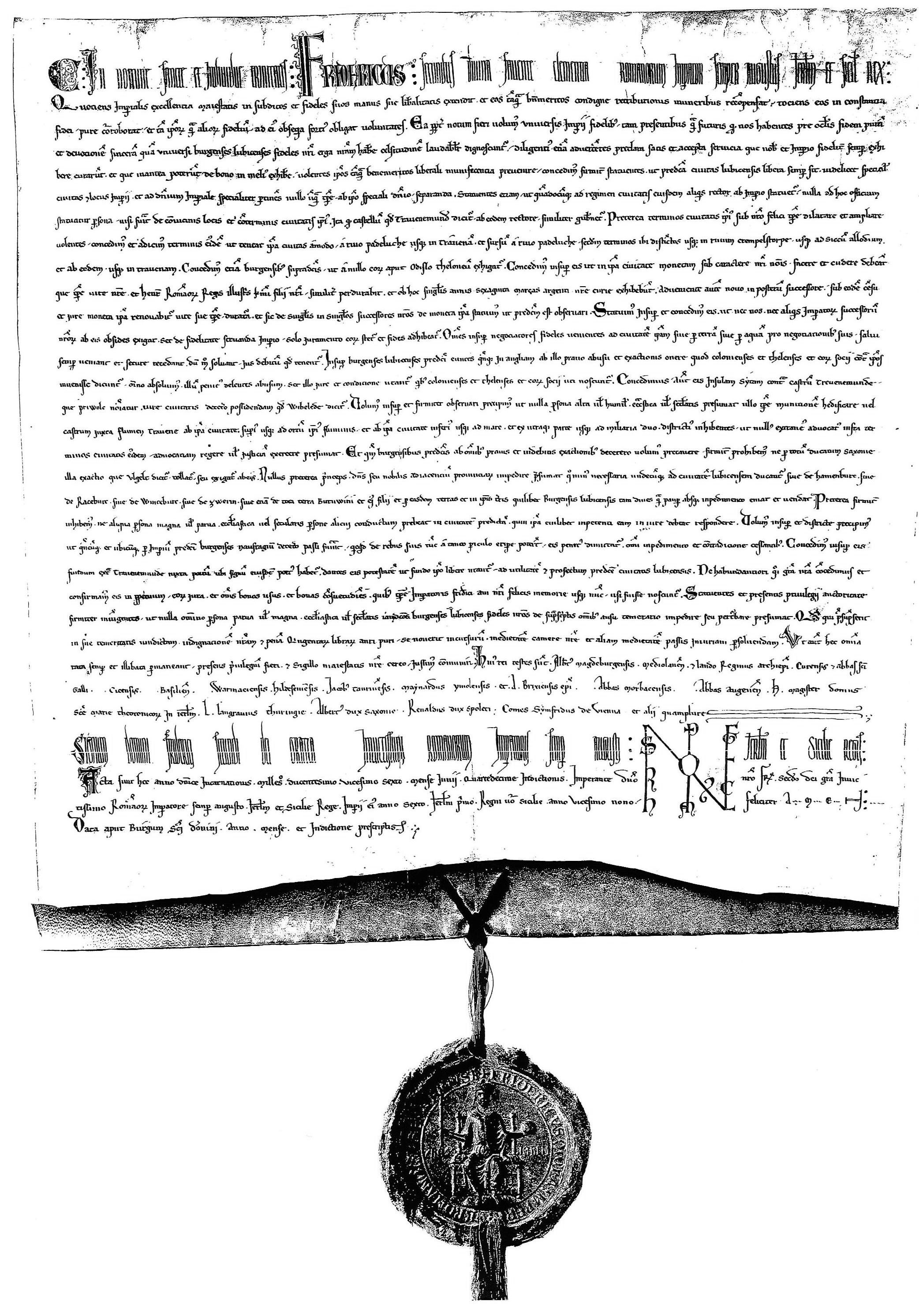
Lübecker Reichsfreiheitsbrief aus dem Jahr 1226

Als reichsunmittelbar oder reichsfrei wurden im spätmittelalterlichen und frühneuzeitlichen Heiligen Römischen Reich diejenigen Stände – Personen und Territorien – bezeichnet, die unmittelbar dem Kaiser und keinem anderen Landesherrn unterstanden. Sie wurden als Reichs- oder Immediatstände bezeichnet.
Die Institution der Reichsunmittelbarkeit, die seit dem 12. Jahrhundert belegt ist, bildete ein Grundelement im Stufenbau des Heiligen Römischen Reichs Deutscher Nation und beschreibt die staatsrechtliche Stellung eines lokalen oder regionalen Herrschaftsträgers, der dem König oder Kaiser und den Reichsinstitutionen ohne Zwischeninstanzen unterstand. Davon abzugrenzen war die landsässige, reichsmittelbare Herrschaft.

## Personen
Man unterscheidet drei Gruppen von reichsunmittelbaren Personen oder Körperschaften:
1. jene, die persönlich zur Teilnahme an den Reichstagen berechtigt waren,
2. solche, die nur über Korporationen dort vertreten waren, und
3. jene, die nicht auf dem Reichstag erscheinen konnten.

Zur ersten Gruppe gehörten die Kurfürsten, die sonstigen Reichsfürsten und die reichsunmittelbaren Fürstbischöfe und (vereinzelten) Fürstäbte. Die zweite Gruppe waren die reichsunmittelbaren Grafen und Herren, die Reichsstädte sowie die reichsunmittelbaren Äbte und Äbtissinnen. All jene zusammen bildeten die Reichsstände.
Reichsunmittelbar – aber nicht zu den Reichsständen gehörig – war die dritte Gruppe, der die Reichsritter, eine Reihe von Klöstern (vor allem Frauenklöster) und einige Freiorte oder Reichsdörfer angehörten. Diese reichsunmittelbaren Leute waren die verbliebenen direkten Vasallen des Kaisers, die im Mittelalter das Krongut gebildet hatten und zu dieser Zeit wesentlich zahlreicher waren als am Ende des Reiches. In vielen Fällen war die Reichsunmittelbarkeit eines Ortes oder Klosters umstritten, denn die benachbarten Fürsten trachteten bei der einsetzenden Territorialisierung danach, die reichsunmittelbaren Gebiete ihren Territorien anzuschließen.
In der Lehre und Praxis des Staatsrechts der Frühen Neuzeit konnten Güter und Personen dem Kaiser und Reich „ohne Mittel“, d. h. ohne einen Landesherrn anerkennen zu müssen, unterworfen sein. In Quellen werden auch synonyme Begriffe wie „Reichsimmedietät“ oder „Reichsfreiheit“ genannt. Die Reichsunmittelbarkeit stand im Gegensatz zur Landsässigkeit (Landsassen, Landsässiger Adel). Bis zur Mitte des 15. Jh. war eine präzise Unterscheidung nicht üblich.
Der Eintrag in der Reichsmatrikel galt häufig als wichtiges Indiz für die – nicht immer unumstrittene – Reichsunmittelbarkeit eines Reichsstandes.

## Ende
Mit dem Reichsdeputationshauptschluss von 1803 verloren Fürstbischöfe, Reichsklöster und (mit wenigen Ausnahmen) die Reichsstädte ihre Reichsunmittelbarkeit und wurden mediatisiert. In den folgenden Jahren wurden auch die meisten Ritterschaften, Grafschaften und kleineren Fürstentümer der Landesherrschaft größerer Fürstentümer unterstellt. Mit der Auflösung des Alten Reichs und Abdankung des Kaisers 1806 hörte die Institution der Reichsunmittelbarkeit endgültig auf zu existieren.